# Lambert van der Heggen
Lambert van der Heggen (* 14?? in Aachen; † 7. Januar 1491 in Köln) war Priester und Generalvikar in Köln.

## Leben
Der aus Aachen stammende van der Heggen studierte an der mittelalterlichen Universität Köln, wo er auch zum Dr. decr. (decretalium = des Kanonischen Rechts) promovierte und anschließend Professor der juristischen Fakultät wurde. Seit dem 26. August 1477 als Offizial und Generalvikar des Erzbischofs von Köln, Ruprecht von der Pfalz, belegt, blieb er vermutlich bis zur Resignation des Erzbischofs (1478) in diesen Stellungen.
Seit 1474 Kanoniker am Marienstift in Aachen, wurde er 1477 Dekan der juristischen Fakultät, in den Jahren 1488/89 Rektor der Universität und 1489 Kanoniker an St. Andreas in Köln, wo er auch beigesetzt wurde.